# Potiapunga
Potiapunga is een kevergeslacht uit de familie van de boktorren (Cerambycidae). De wetenschappelijke naam van het geslacht werd voor het eerst geldig gepubliceerd in 2013 door Galileo & Martins.

## Soorten
Potiapunga is monotypisch en omvat slechts de volgende soort:
- Potiapunga lata Galileo & Martins, 2013